# Maria Clotilde de Saboia
Luísa Teresa Maria Clotilde de Saboia (em italiano: Ludovica Teresa Maria Clotilde di Savoia; Turim, 2 de março de 1843 - Moncalieri, 25 de junho de 1911) foi a filha do rei Vítor Emanuel II da Sardenha, depois rei de Itália, e da sua primeira esposa, a arquiduquesa Adelaide da Áustria. Casou-se com o príncipe Napoleão José Carlos Paulo Bonaparte. É venerada na Igreja Católica, tendo sido declarada Serva de Deus pelo Papa Pio XII.

## Família
Clotilde era a filha mais velha do rei Vítor Emanuel II da Itália e da sua primeira esposa, a arquiduquesa Adelaide da Áustria.
Tinha sete irmãos mais novos, o rei Humberto I de Itália, casado com a princesa Margarida de Sabóia, o rei Amadeu I de Espanha, casado primeiro com Maria Vittoria dal Pozzo e depois com a sua filha, a princesa Maria Letícia Bonaparte, o príncipe Otão de Saboia, que morreu jovem, a princesa Maria Pia de Saboia, casada com o rei D. Luís I de Portugal, e mais três irmãos que morreram muito jovens. Tinha também vários meios-irmãos do lado do pai, fruto dos seus vários relacionamentos.

## Casamento

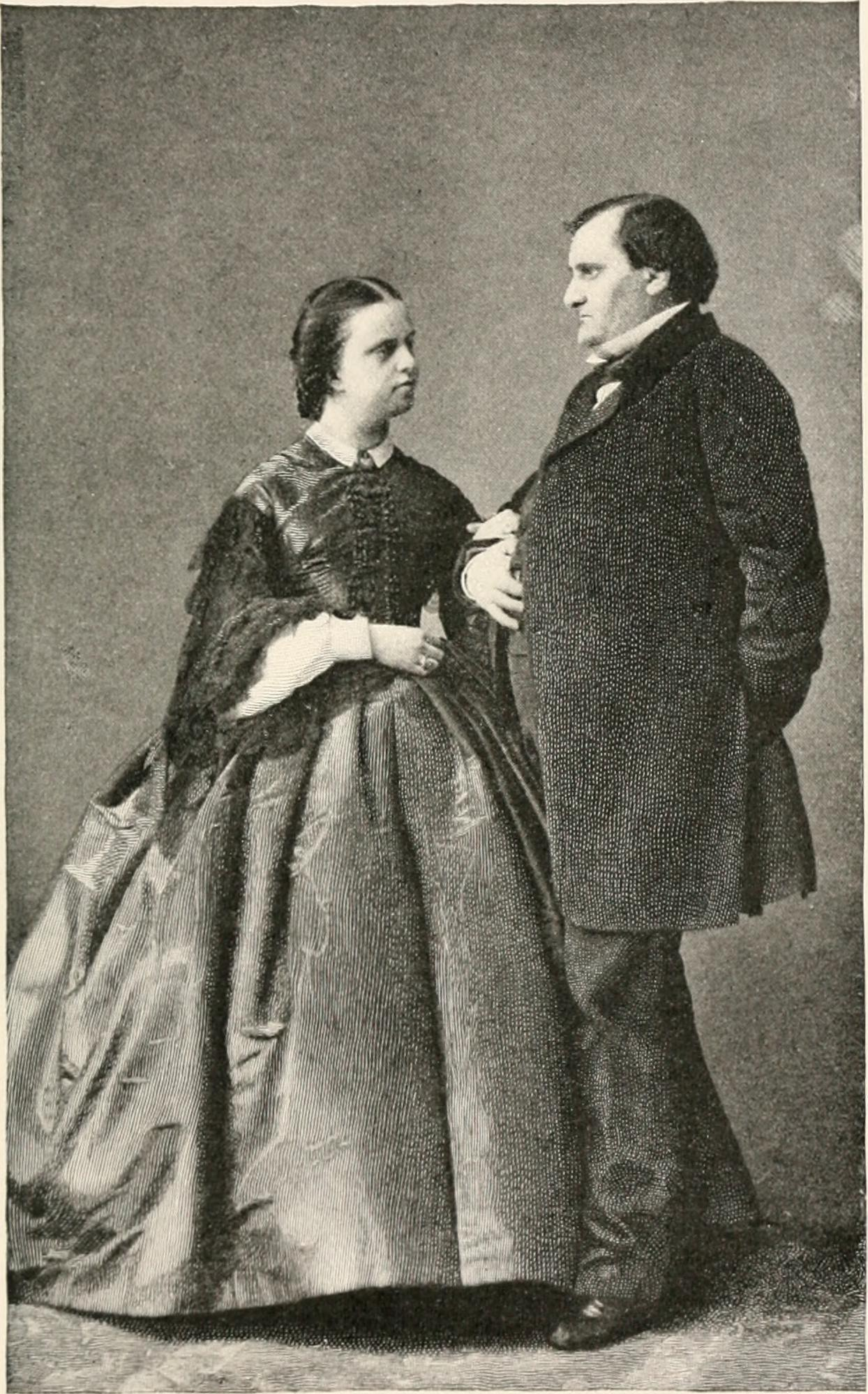
Princesa Clotilde e príncipe Napoleão

Maria Clotilde casou-se a 30 de Janeiro de 1859 com o príncipe Napoleão José Carlos Paulo Bonaparte em Turim. O casamento foi infeliz, principalmente porque Clotilde preferia levar uma vida mais calma e preenchida por deveres, que achava ser a ideal para o casal, enquanto Napoleão José preferia o estilo de vida mais frenético e cheio de entretenimento da corte francesa. Outro fator que contribuiu para a infelicidade do casal estava relacionada com as circunstâncias que levaram à sua união. Clotilde tinha apenas quinze anos quando se casou, enquanto o seu marido tinha trinta e sete. A princesa não queria se casar e apenas concordou para cumprir a vontade do pai. A união tinha sido negociada unicamente por razões políticas durante a conferência de Plombières que se realizou em Julho de 1858. Uma vez que, nesta altura, Clotilde era ainda demasiado nova, Napoleão José teve de esperar até ao ano seguinte; foi criticado por muitos por ter levado a sua noiva de Turim demasiado cedo. O casamento era comparado frequentemente com a união de um elefante com uma gazela. O noivo possuía os traços fortes dos Bonaparte (amplo, volumoso e pesado), enquanto a noiva tinha um aspecto frágil, era baixa, tinha cabelo loiro e possuía o nariz característico da Casa de Saboia.

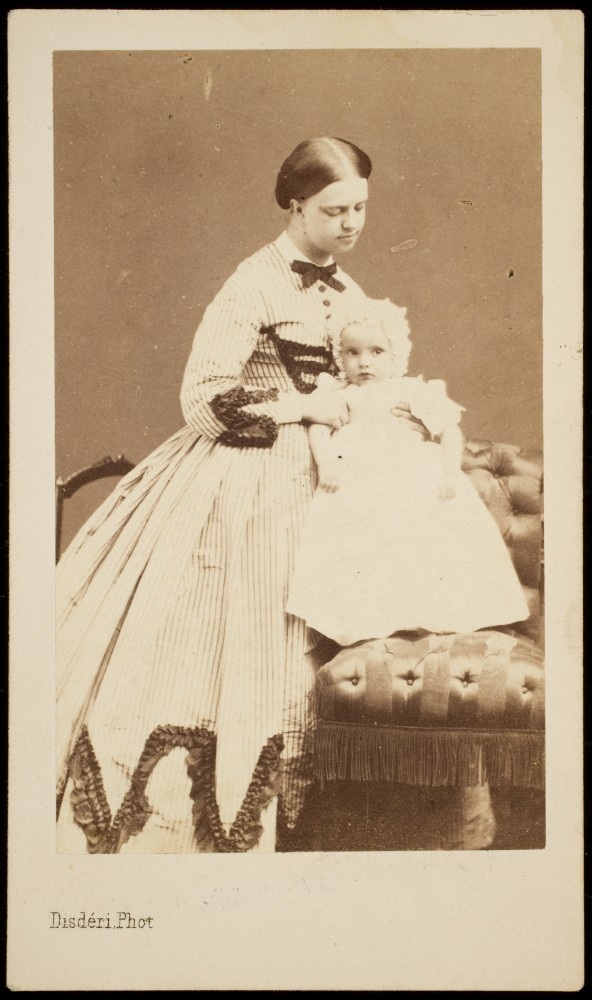
Maria Clotilde com o seu filho mais velho

O seu marido era infiel e ela desempenhava um papel ativo com as caridades. Maria Clotilde era descrita como orgulhosa, fanática e zelosa. Durante uma discussão sobre qual seria a forma mais correta para se vestir, Clotilde assinalou à imperatriz Eugénia que esta não se devia esquecer de que nasceu e foi criada numa corte real. Quando Eugénia se queixou da fatiga da corte francesa em certa ocasião, Clotilde respondeu que "não nos importamos; sabe, nascemos para fazer isto". Também foi descrita como "devota e modesta".
O casamento também não foi popular entre os franceses e os italianos. Principalmente no país natal da princesa, os italianos achavam que a filha do rei tinha sido sacrificada a um membro pouco popular da Casa de Bonaparte e, como consequência, consideravam que esta era uma má aliança. No lado francês, Napoleão José tinha má reputação e todos sabiam que mantinha vários casos amorosos tanto antes como depois do casamento. Quando o casal entrou oficialmente em Paris, a 4 de Fevereiro, foi recebido de forma pouco entusiástica pelos parisienses, não por desrespeito à filha do rei da Sardenha, mas por não gostarem do seu marido. De fato, ao longo da sua vida, a simpatia do público era demonstrada mais a seu favor do que ao do marido; Clotilde era vista de forma carinhosa como uma mulher recatada, generosa e devota que estava presa num casamento infeliz.

## Queda do Império Francês
Após a queda do Segundo Império Francês em 1870, Maria Clotilde recusou-se inicialmente a sair de Paris quando os revolucionários entraram na cidade, devido à sua crença de que, como princesa da Casa de Saboia, o seu dever era permanecer no seu posto. Contudo, o casal foi forçado a fugir e, a partir de então, a família passou a viver numa propriedade na vila de Prangins, perto do lago Léman.

## Turim
Após a morte do seu pai, o rei Vítor Emanuel, em 1878, Clotilde regressou a Turim sem o marido. Durante este período, a sua filha Maria Letícia viveu consigo no Castelo de Moncalieri, mas os seus dois filhos continuaram a viver com o pai. Na Itália, Clotilde retirou-se da sociedade e passou a dedicar-se à religião e à caridade. Morreu em Moncalieri, com 68 anos de idade e foi enterrada no castelo com honras reais. No funeral, estiveram presentes o rei Vítor Emanuel III, a rainha Helena e outras personalidades.

## Causa de beatificação e canonização
Em 1936, a causa de beatificação Maria Clotilde foi apresentada pelo Arcebispo de Turim. Em 10 de julho de 1942 o Papa Pio XII declarou a princesa Serva de Deus e a causa de sua beatificação ainda continua.

## Genealogia
| Maria Clorilde de Saboia | Pai: Vítor Emanuel II da Itália | Avô paterno: Carlos Alberto da Sardenha | Bisavô paterno: Carlos Emanuel, Príncipe de Carignano         |
| Maria Clorilde de Saboia | Pai: Vítor Emanuel II da Itália | Avô paterno: Carlos Alberto da Sardenha | Bisavó paterna: Maria Cristina da Saxónia                     |
| Maria Clorilde de Saboia | Pai: Vítor Emanuel II da Itália | Avó paterna: Maria Teresa da Áustria    | Bisavô paterno: Fernando III da Toscana                       |
| Maria Clorilde de Saboia | Pai: Vítor Emanuel II da Itália | Avó paterna: Maria Teresa da Áustria    | Bisavó paterna: Luísa das Duas Sicílias                       |
| Maria Clorilde de Saboia | Mãe: Adelaide da Áustria        | Avô materno: Rainer José da Áustria     | Bisavô materno: Leopoldo II do Sacro Império Romano-Germânico |
| Maria Clorilde de Saboia | Mãe: Adelaide da Áustria        | Avô materno: Rainer José da Áustria     | Bisavó materna: Maria Luísa da Espanha                        |
| Maria Clorilde de Saboia | Mãe: Adelaide da Áustria        | Avó materna: Isabel de Saboia           | Bisavô materno: Carlos Emanuel, Príncipe de Carignano         |
| Maria Clorilde de Saboia | Mãe: Adelaide da Áustria        | Avó materna: Isabel de Saboia           | Bisavó materna: Maria Cristina da Saxônia                     |